# بلبل حيران (فلم)
بلبل حيران فيلم من إنتاج 2010 ثالث عمل سينمائي يجمع بين أحمد حلمي والمخرج «خالد مرعي» بعد فيلمه «آسف على الإزعاج» و«عسل إسود»، والذي بدأ عرضه في بداية صيف نفس السنة.

## القصة
يبدأ الفيلم بمشهد بطل الفيلم نبيل (أو بلبل) (أحمد حلمي) في المشفى بعد تعرضه للكسور في جميع مناطق جسمه ويكون سبب ذلك مجهولاً إلى أن يتضح في نهاية الفيلم بأنه قد سقط من طائرة بسبب مقلب من ياسمين (زينة).
تدور قصة الفيلم حول الفنان «أحمد حلمي» شاب يحب أكثر من فتاة منهم ياسمين (زينة) وهالة (شيري عادل) ويريد أن يرتبط بهما لأنه يؤمن بمميزات كل منهما.
ولكنه يريد أن يرتبط بفتاة لا يوجد بها أي عيوب ولكن عندما يكتشف الحقيقة وهي أنه لا يوجد إنسان على وجه الأرض خال من العيوب فيقرر الرجوع عن هذة الفكرة وبينما كان يتعالج من أثر سقوطه من الطائرة بإشراف الدكتورة أمل (إيمي سمير غانم) لتقوم بمعالجته فيكتشف في النهاية مفاجأة.

## إنتاج الفيلم
يُذكر أن «حلمي» قام بتغيير اسم الفيلم من «سبع البرمبة» إلى «بلبل حيران» وهو أول فيلم من إنتاج شركته الخاصة.

## أداء الفيلم في شباك التذاكر
يعتبر فيلم «بلبل حيران» من أقل أفلام «أحمد حلمي» أداء في شباك التذاكر.

## النقاد
اتفق غالبية النقاد أن الفيلم لم يكن بالمستوى المطلوب وقد كان أقل بكثير من مستوى فيلمه السابق عسل إسود ويرى البعض أن سبب انخفاض أرباح الفيلم هو أنه الإنتاج الأول ل«حلمي» الذي لا يمتلك خبرة كبيرة في هذا المجال.

## طاقم التمثيل
- أحمد حلمي: (بلبل)
- زينة: (ياسمين)
- شيري عادل: (هالة)
- إيمي سمير غانم: (د / أمل)
- يوسف فوزي: (والد ياسمين)
- ياسر الطوبجي: (د / إبراهيم)
- وائل سامي: (سامح خطيب أمل)
- مريم سعيد صالح: (أم هالة)
- أمنية علي الدين: (هبة)
- مريم نور: (رانيا)
- علي الطيب

## روابط خارجية
- مقالات تستعمل روابط فنية بلا صلة مع ويكي بيانات